# Eois nigriceps
Eois nigriceps là một loài bướm đêm trong họ Geometridae.